# Alfred Nijhuis
Alfred „Alf“ Nijhuis (* 23. März 1966 in Utrecht) ist ein ehemaliger niederländischer Fußballspieler und heutiger Fußballtrainer.

## Karriere als Spieler
Nijhuis, der mit Wachstumsproblemen zu kämpfen und deshalb den Anschluss an seine Teamkameraden verloren hatte, hätte ab seinem 17. Lebensjahr bei dem großen Klub aus Enschede, dem FC Twente, einen Vertrag unterschreiben können, jedoch nicht als Profi. Nach seinem Studium trainierte er im Alter von 21 Jahren für einen Monat bei der ersten Mannschaft des FC Twente, allerdings erhielt er kein Vertragsangebot. 1987 wechselte er vom niederländischen Drittligisten Sportclub Enschede, dem er seit 1983 angehörte, zum deutschen Oberligisten ASC Schöppingen (damals ebenfalls dritthöchste Spielklasse) und absolvierte eine Ausbildung zum Versicherungskaufmann und zum Immobilienkaufmann.
1991 schloss er sich dem MSV Duisburg an; bei seinem ersten Probetraining hatte der MSV noch in der zweiten Liga gespielt. Mit 25 Jahren war er einer der Jüngsten in der Mannschaft. Im Sommer 1997 wechselte er nach Japan zu den Urawa Red Diamonds und spielte mit Guido Buchwald und Txiki Begiristain in einer Mannschaft. Der BVB verpflichtete im Sommer 1998 auf Empfehlung von Scout Horst Köppel den mittlerweile 32-jährigen Nijhuis. Im zweiten Jahr entgingen die Borussen knapp dem Abstieg aus der Bundesliga. Im dritten Jahr hatte er mit Rückenproblemen zu kämpfen.
Im Sommer 2001 verließ Nijhuis den BVB und unterschrieb einen Vertrag beim damaligen Zweitligaaufsteiger Karlsruher SC, löste aber wegen zu hoher Erwartungen an seine Person und Zweifel an der eigenen Fitness den Vertrag. Daraufhin erhielt er Angebote der niederländischen Klubs FC Den Bosch und De Graafschap Doetinchem, doch der KSC erteilte Nijhuis keine Freigabe. Kurze Zeit später beendete er seine Karriere und kehrte nach Enschede zurück.

## Trainer
Zum 1. Juli 2012 übernahm Nijhuis den Trainerposten beim Westfalenligisten SuS Stadtlohn und führte die Mannschaft 2014 als Meister in die Oberliga Westfalen. Parallel dazu war er Scout für Deutschland bei Ajax Amsterdam. Vor Beginn der Saison 2014/15 trat er als Trainer zurück. Vom 14. September 2014 bis Ende der Saison 2014/15 war er in der Eredivisie Co-Trainer bei Heracles Almelo.
Ab dem 1. Juli 2016 trainierte Nijhuis den ostwestfälischen Regionalligisten SV Rödinghausen. Anfang März 2018 kündigte der Verein an, seinen bis zum Ende der Saison 2017/18 laufenden Vertrag nicht zu verlängern. Am 25. April 2018 wurde er nach zwei deutlichen Niederlagen gegen SG Wattenscheid 09 und den Bonner SC vorzeitig entlassen.
Zum 1. Juli 2018 kehrte Nijhuis als Chefscout zu Heracles Almelo zurück.